# Młyńsk (Mazovie)
Pour les articles homonymes, voir Młyńsk.
Młyńsk (prononciation : [mwɨɲsk]) est un village polonais de la gmina de Płońsk dans le powiat de Płońsk de la voïvodie de Mazovie dans le centre-est de la Pologne.
Il se situe à environ 8 kilomètres au sud-est de Płońsk (siège de la gmina et de la powiat) et à 56 kilomètres au nord-ouest de Varsovie (capitale de la Pologne).

## Histoire
De 1975 à 1998, le village appartenait administrativement à la voïvodie de Ciechanów.